# 1998 في بلغاريا
فيما يلي قوائم الأحداث التي وقعت خلال عام 1998 في بلغاريا.

## سياسة

### انتهاء فترة المنصب
- 9 نوفمبر – اوزكر لافونتاينه رئيس-الوزراء.

## رياضة
- 1 يناير – بلغاريا في كأس العالم 1998

## مواليد

### يناير
- 4 يناير – جورجي يانيف لاعب كرة قدم بلغاري.

### مارس
- 18 مارس – عصمت رمضان لاعب كرة قدم بلغاري.
- 22 مارس – إيفايلو نايدينوف لاعب كرة قدم بلغاري.

### أكتوبر
- 17 أكتوبر – يوردان مينشيف

### نوفمبر
- 27 نوفمبر – تونيسلاف يوردانوف لاعب كرة قدم بلغاري.

## وفيات

### أغسطس
- 5 أغسطس – تودور جيفكوف (مواليد 1911) سياسي بلغاري.